# Léon Faye
Pour les articles homonymes, voir Faye.
Léon Faye, né le 10 juin 1899 à Vergt (Dordogne) et mort le 30 janvier 1945 au camp de concentration de Sonnenburg à l'âge de 45 ans, est un officier français qui, pendant la Seconde Guerre mondiale, fut l’un des dirigeants du réseau de renseignements Alliance. Il en fut le responsable militaire de mai 1942 à juillet 1943, puis son chef de juillet à septembre. Son principal pseudonyme était « Aigle ».

## Biographie
Il naît le 10 juin 1899 à Vergt, en Dordogne. Son père est gendarme. Il a un frère et cinq sœurs. Inscrit aux Enfants de Troupe, il se prépare à la carrière des armes à l’école militaire préparatoire de Billom.

### Première Guerre mondiale et entre-deux-guerres
Le jour de ses dix-sept ans, il s’engage comme canonnier de seconde classe pour la Première Guerre mondiale. À la veille de la victoire, âgé de 19 ans et demi, il est sous-lieutenant, ayant accompli 31 mois de combat.
En octobre 1922, il est promu lieutenant. Il passe une année au corps d’occupation français de Constantinople. Le 21 octobre 1923, il est affecté aux troupes d’occupation du Maroc, où il reste jusqu'en septembre 1933.
Il est détaché dans l'aviation le 28 février 1925, et passe son brevet d’observateur d’artillerie en mars. Il est fait chevalier de la Légion d'honneur à Noël de l'année suivante.
Entre 1930 et 1934, il commande les 3e et 6e escadrilles du 37e régiment d’aviation. En 1937, il est admis à l'École supérieure de guerre aérienne, dont il sort deux ans après, commandant, major de sa promotion et breveté d’état-major.

### Seconde Guerre mondiale
Au début de la campagne de France. il commande le groupe de reconnaissance GR I/52 à partir de mi-mars jusqu'à l’armistice de juin. Durant cette période, il échappe à l’incendie du Bloch 174 dans lequel il volait le 7 mai. Après l'armistice, il est affecté en septembre à l'état-major du commandement de l'Air en Algérie, dirigé par le lieutenant-colonel Kauffmann. Fin 1940, il rencontre à Vichy le général Pierre Baston, qui lui présente le commandant Loustaunau-Lacau, délégué général de la Légion française des combattants. Sous cette couverture, ce dernier organise un réseau de renseignements pour continuer la lutte.
Faye, sans intégrer immédiatement la structure du réseau naissant (il va en devenir le chef pour l'Afrique), le prévient qu'un complot couve à Alger pour faire entrer en dissidence l'armée d'Afrique. Loustaunau-Lacau est très intéressé et demande à Faye de le tenir informé des préparatifs. Au matin du 22 mai 1941, Loustaunau-Lacau débarque à Alger pour mettre en place le complot, avec le soutien de Churchill (le réseau, plus tard connu sous le nom d'Alliance, est rattaché à l'Intelligence Service depuis avril). Une bonne partie des comploteurs est arrêtée dans la journée (dont Faye et le capitaine André Beaufre, du cabinet du résident général Maxime Weygand). Le complot démasqué, Faye et Beaufre sont transférés en métropole sur ordre de l'amiral Darlan pour être emprisonnés à Clermont-Ferrand. Le 18 juillet, Loustaunau-Lacau, qui avait échappé à la capture à Alger grâce au commissaire Achiary, est pris à Pau. Le procès du complot d'Alger a lieu en octobre 1941. Les témoignages favorables du général Vuillemin et du colonel Jean Carayon lui permettent d'obtenir les circonstances atténuantes. Il est finalement condamné à cinq mois de prison.
Libéré, il reprend contact avec Marie-Madeleine Méric, chef d'état-major de Loustaunau-Lacau. Celle-ci lui annonce qu'elle a pris la direction du réseau depuis l'arrestation de son chef ; elle propose que Faye en devienne le chef militaire et son nouveau chef d'état-major, ce qu'il accepte à la date du 25 janvier 1942,. Outre ces responsabilités, Faye organise le recrutement de nombreux officiers d'active de l'armée de l'Air, qui l'ont contacté pour le soutenir durant le procès. Son ancien chef Édouard Kauffmann, son ancien subordonné Lucien Poulard (qui devient son adjoint), le colonel Jean-Baptiste Morraglia, les commandants Félix Cros et Fernand Alamichel, le normalien Georges Lamarque, Maurice de Mac Mahon, et d'autres moins gradés acceptent ; l'avocat qui l'a défendu à Clermont-Ferrand, Joannès Ambre, les rejoint également.
Le code des désignations d'agents (FOC 19 pour Faye) est abandonné au profit de pseudonymes « totémiques », ce qui vaut au réseau d'être désigné par les services allemands comme « l'Arche de Noé ». Faye prend le pseudonyme d'« Aigle » (celui de « Lion » lui sera également donné),.
En avril 1942, l'Intelligence Service demande au réseau de contacter le général Henri Giraud, récemment évadé, pour connaître ses intentions. Celles-ci semblent plutôt exorbitantes, compte tenu du mémoire remis par celui-ci aux contacts : le général ne demande pas moins de prendre la tête de la résistance européenne, les Anglais fournissant les moyens. Faye part à Londres en août pour transmettre une version édulcorée du mémoire, et s'entretenir avec les services britanniques pour établir la marche à suivre dans le recrutement de Giraud. Il apprend dans le même temps l'imminence d'un débarquement en Afrique du Nord. Revenu en septembre, il rapporte deux millions de budget mensuel dans ses bagages, ainsi que des accords de parachutages de matériel et d'envois de spécialistes radios.
Faye organise dès lors une « écoute interne » : la transmission des consignes et renseignements par radio entre les secteurs et le PC, destinée à limiter le déplacement des agents entre ces derniers. Le réseau apprend par la confession d'un agent double le prochain envahissement de la zone libre ; pour Faye, il s'agit de presser le départ de Giraud avant le débarquement en Afrique du Nord et l'arrivée des Allemands. Le réseau a reçu d'ailleurs un mémorandum de Giraud que Faye qualifie de « délire stratégique » (un plan prévoyant de retourner l'armée d'armistice contre les Allemands - selon Giraud, 30 % de cette armée suivrait, entraînant le reste). La présence de Giraud en Afrique du Nord lui permettrait de prendre le contrôle de l'armée d'Afrique ; Faye réactive ses contacts en Algérie, et l'IS prévient le général Eisenhower. Dans la nuit du 5 au 6 novembre, le transfert du général Giraud vers Gibraltar par sous-marin britannique est exécuté au large du Lavandou,
L'exfiltration réussie n'empêche pas la goniométrie allemande de repérer l'émetteur du PC du réseau, à Marseille. La police française appréhende tous les membres présents, dont Méric et Faye, et monte une souricière. La fuite de Giraud, le débarquement en Afrique du Nord, l'imminent envahissement de la zone libre par les troupes allemandes modifient l'équilibre des forces, ressenti jusqu'à Vichy. Tandis que la Surveillance du Territoire garde les résistants arrêtés, Darlan et René Bousquet demandent à s'entretenir directement avec Faye. Celui-ci accepte, malgré les objurgations de Méric ; il échoue à convaincre ses interlocuteurs de soulever l'armée d'armistice, et est emprisonné à nouveau - seule l'évasion complète de ses camarades, aidée par plusieurs membres de la ST, l'empêche d'être livré aux Allemands. L'écoute interne, qu'il avait mise en place et qui a failli livrer le plan des émetteurs aux Allemands, est abandonnée.
Avec le général Cochet, et l'aide du réseau, Faye s'évade de Vals-les-Bains le 23 novembre suivant ; après avoir retrouvé Méric (avec laquelle il a entamé une relation amoureuse), il doit partir à la lune suivante pour Londres, afin de continuer les échanges concernant l'administration du réseau et faire le point sur son étendue (il rassemble alors plus d'un millier d'agents). Il arrive à Londres en janvier, et rencontre le général de Gaulle ; si celui-ci le reçoit très mal, reprochant au réseau l'absence de renseignements sur Giraud ou sur l'Afrique du Nord, les tensions s'apaisent vite, Faye lui rappelant que leur contact auprès de la France libre, Pierre Fourcaud, était emprisonné jusqu'en août, qu'il a quitté ensuite le BCRA. Pour satisfaire les deux parties, le réseau transmettra désormais ses informations via Claude Hettier de Boislambert, qui est arrivé avec Faye. Faye part ensuite pour Alger, où il obtient de Giraud, devenu commandant en chef des forces civiles et militaires, que le réseau soit bientôt militarisé. Cela implique notamment des représentants permanents à Alger et une liaison radio entre la France et l'Afrique du Nord, sans pour autant se couper de Londres,.
Pendant ce temps, Méric, enceinte, doit faire face à une série d'arrestations qui sont, selon elle, dues en grande partie au retournement du commandant Alamichel, capturé en novembre. Ce dernier, qui avait pris la tête du secteur de Paris, avait été écarté peu après et remplacé par Mac Mahon : ne souhaitant plus travailler sous les ordres de Faye, il avait poussé Méric à faire allégeance à de Gaulle, et souhaitait prendre la place de Faye (voire celle de Méric) dans la nouvelle organisation. Devant le refus de Méric, il fait sécession ; arrêté, il accepte de travailler pour l'Abwehr comme agent double, transmettant même à de Gaulle une demande de fonds pour reconstruire le réseau. Les péripéties du PC entravent le retour de Faye, qui reprend pied en métropole seulement en mars 1943.
Installés désormais à Lyon, lui et Méric séparent leurs activités pour garantir plus de sécurité. Cela n'empêche pas le PC de Faye d'être la cible d'un premier assaut : lui, Kauffmann et deux autres sont arrêtés ; ils s'échappent ensemble. L'infiltration de Jean-Paul Lien, agent double de l'Abwehr, auprès de Kauffmann commence à porter ses fruits : le responsable de la sécurité est arrêté, en possession d'un carnet de Faye (codé) donnant de nombreux noms. Faye est alors chargé de préparer un ordre global de cloisonnement pour l'ensemble du réseau, jugé désormais par Méric trop vaste pour rester en l'état. Le 16 juillet 1943, dans une grande réunion à Paris, il présente ce plan aux chefs de secteur les plus importants : l'approche descendante entre le PC et les secteurs, et la transmission directe des secteurs à Londres sont validées. À cette réunion, à l'issue de laquelle Méric, trop exposée, doit partir à Londres réclamer la militarisation du réseau, qui tarde, Faye prend le commandement, le renseignement étant confié à Paul Bernard, que Méric a choisi comme successeur.
En août, Faye rejoint Méric à Londres pour notamment travailler à un plan de décentralisation du réseau, réclamé par l'IS. Il est nommé colonel par Giraud. Les services britanniques leur recommandent de ne pas retourner en France, leurs statistiques montrant qu'ils ont tous deux dépassé depuis longtemps la cote d'alerte. Méric se soumet sans parvenir à convaincre Faye, et refusant de le lui ordonner. Celui-ci accepte des conditions de sécurité drastiques pour pouvoir repartir. Dès son retour, il est capturé par les services allemands, Lien étant du comité de réception au terrain de Bouillancy. Cela déclenche une grande vague d'arrestations, qui touche tous les secteurs. Kauffmann, Poulard sont arrêtés ; Paul Bernard manque de peu de l'être, et devient le nouveau chef de réseau, mandaté officiellement par Giraud (la note de service le proclamant étant destinée originellement à Faye).
Détenus 84, avenue Foch, Léon Faye et deux codétenus du SOE (John Starr « Bob » et Noor Inayat Khan « Madeleine ») entreprennent une évasion dans la nuit du 24 au 25 novembre, qui échoue. Léon Faye et Noor Inayat Khan refusent de signer un engagement à ne pas chercher à s'évader à nouveau. Faye est alors déporté en Allemagne le 27 novembre. Il est maintenu dans une cellule-caveau pendant huit mois, à Bruchsal.
Le procès de Faye a lieu du 26 au 28 juin ; il est jugé par la cour martiale du Reich, transportée à la forteresse de Bruchsal et est condamné à mort le 28 juin. En utilisant du papier et un crayon remis pour qu'il prépare sa défense, il relate ses souvenirs et ses témoignages, connus après la guerre, notamment une lettre ouverte à Ses amis de l'Alliance, dans laquelle il mentionne en langage codé que son testament est caché derrière la grille du radiateur de sa cellule. Sur ordre de Himmler, il est gardé comme otage de choix, en vue d’une compensation possible en cas de défaite. Il est transféré à Schwäbisch Hall le 6 septembre, puis à Sonnenburg le 3 janvier. Face à la fin imminente de la guerre, les forces allemandes proposent de le rendre, ainsi que le capitaine Pimont, chef du contre-espionnage du BCRA, contre Angelo Chiappe, préfet collaborateur ; malheureusement Chiappe est exécuté en janvier 1945 avant que les services français ne puissent réagir. Faye est l'une des victimes du massacre perpétré à Sonnenburg par les Allemands le 30 janvier, à l'approche des troupes soviétiques, qui y trouvent le jour suivant 819 corps. Celui de Faye n'est pas identifié.

## États de service

### Distinctions
- France : croix de guerre 1914/1918, Croix de guerre des TOE- RIF-Maroc, Commandeur de la Légion d’honneur ; Mention « Mort pour la France » accordée par décision du 18 décembre 1946
- Royaume-Uni : Distinguished Flying Cross (DFC)[52].

### Grades
- Sous-lieutenant en 1918.
- Lieutenant en 1922.
- Commandant en janvier 1939.
- Assimilé par son action d’« agent P2 » au grade de lieutenant-colonel des Forces françaises combattantes.
- Nommé colonel par décret du 27 novembre 1946 publié au journal officiel le 15 décembre pour prendre rang au 1er septembre 1943.

## Hommage
À Vergt (sa ville natale), sur le monument aux morts, une plaque et une urne contenant la terre de son lieu d'exécution en Pologne ont été apposées, tout comme une plaque sur sa maison natale.
À Écouflant (Maine-et-Loire), une rue est au nom du colonel Léon Faye.